# Campina do Simão
Campina do Simão es un municipio brasileño del estado de Paraná.
Fue creado a través de la Ley estatal nº 11.180 del 4 de octubre de 1995, separándose de Guarapuava.
Posee un área es de 449,401 km² representando 0,2255 % del estado, 0,0797 % de la región y 0,0053 % de todo el territorio brasileño. Se localiza a una latitud 25º04'44" sur y a una longitud 51º49'37" oeste, estando a una altitud de 994 m. Su población estimada en 2020 era de 3.859 habitantes.
Demografía
Población total: 3.859
Índice de Desarrollo Humano (IDH-M): 0,630 (2010)